# Gulgardi
Gulgardi är en målning från 1971 av Kaapa Mbitjana Tjampitjinpa (1920–1989), en inhemsk konstnär från Papunya i Northern Territory i Australien. Det är anmärkningsvärt att Gulgardi var det första arbetet av en inhemsk australisk konstnär som vann ett samtida konstpris, och det första offentliga erkännandet av en Papunya-målning.

## Bakgrund
Kaapa var en infödd australier, född i det avlägsna centrala Australien. Kaapa arbetade på en boskapsstation vid Haast Bluff innan han flyttade till Papunya på 1960-talet, efter att ha varit närvarande när staden byggdes i slutet av 1950-talet. När han väl hade bosatt sig där var han,  enligt konsthistorikern Vivien Johnson, en suput som hade rykte om sig att vara en bråkmakare och boskapstjuv. Han var också karismatisk och smart.
Under många år hade Kaapa använt traditionella mönster för att skapa konstverk, till exempel träsniderier och akvarellmålningar, som han sedan sålde. År 1971 tog en lokal tjänsteman, Jack Cooke, sex av Kaapas målningar från Papunya till Alice Springs och ställde ut dem i en lokal tävling, Caltex Art Award. Gulgardi, även kallad Men's Ceremony for the Kangaroo, hamnade på en delad första plats tillsammans med ett verk av Jan Wesley Smith. Målningen är gjord på en gammal skåpdörr av plywood som fortfarande hade rostiga spikar, samt hål där handtaget en gång hade funnits.